# Krčmárka
Krčmárka je přírodní rezervace v oblasti Prešov.
Nachází se v katastrálním území obce Slanské Nové Mesto v okrese Košice-okolí v Košickém kraji. Území bylo vyhlášeno či novelizováno v roce 1974 na rozloze 173,3 ha. Ochranné pásmo nebylo stanoveno.